# Parafia Chrystusa Króla w Jabłonowie Pomorskim
Parafia Chrystusa Króla w Jabłonowie Pomorskim – parafia rzymskokatolicka w diecezji toruńskiej, w dekanacie Jabłonowo Pomorskie, z siedzibą w Jabłonowie Pomorskim. 
Erygowana w 1945 przy kościele poewangelickim pod wezwaniem Chrystusa Króla.

## Historia
- 1945 – powołanie parafii przy kościele poewangelickim pod wezwaniem Chrystusa Króla. 9 lipca 1995 miała miejsce konsekracja kościoła.

## Grupy parafialne
Stowarzyszenie Rodzin Katolickich, Katolickie Stowarzyszenie Młodzieży, Żywy Różaniec, Civitas Christiana, Grupa Pielgrzymkowa, Duchowa Adopcja Dziecka Poczętego, Chór kościelny, Dziecięce Koło Misyjne, Ministranci i lektorzy, Stowarzyszenie Dzieci Maryi – "Bielanki", Schola dziecięca

## Zasięg parafii
Do parafii należą wierni z Jabłonowa Pomorskiego, mieszkający przy ulicach: Bołtucia, Chopina, Głównej, Grudziądzkiej, Hallera, Kolejowej, Kwiatowej, Kościelnej, Kościuszki, Kopernika, Krótkiej, Lipowej, Mostowej, Nowy Rynek, Ogrodowej, Okrężnej, Przemysłowej, Polnej, Prostej, Rynek, Sikorskiego, Starej, Szkolnej, Starowiejskiej, Szczepańskiej, Urzędowej, Wąskiej, Wigury, Wesołej, Wiejskiej, Wojska Polskiego, Westerplatte, Wigury, Żwirki oraz z miejscowości: Buk Pomorski, Kamień, Piecewo i Szczepanki.